# Acrapex malagasy
Acrapex malagasy is een vlinder van de familie van de uilen (Noctuidae). De wetenschappelijke naam van deze soort is voor het eerst voorgesteld door Pierre Viette in een publicatie uit 1967.
De soort komt voor op Madagaskar.